# HD 108501
HD 108501，又名CP-63 2297，SAO 251920、HR 4744，是一颗恒星，视星等为6.04，位于銀經300.43，銀緯-1.58，其B1900.0坐标为赤經12h 22m 42s，赤緯-63° -1.58′ 14″。